# 马学平
马学平（1963年—），汉族，中华人民共和国政治人物、第十一届全国政协委员。
担任中国保险监督管理委员会上海监管局局长。2008年，当选第十一届全国政协委员，代表无党派人士，分入第十四组。2018年1月，当选第十三届全国政协委员。